# Miconia septentrionalis
Miconia septentrionalis är en tvåhjärtbladig växtart som beskrevs av Walter Stephen Judd och R.S.Beaman. Miconia septentrionalis ingår i släktet Miconia och familjen Melastomataceae. Inga underarter finns listade i Catalogue of Life.